# Ommatius ruficauda
Ommatius ruficauda är en tvåvingeart som beskrevs av Charles Howard Curran 1928. Ommatius ruficauda ingår i släktet Ommatius och familjen rovflugor. Inga underarter finns listade i Catalogue of Life.